# Tiếng Kinaray-a
Tiếng Kinaray-a là một ngôn ngữ Nam Đảo được sử dụng chủ yếu ở Tỉnh Antique của Philippines. Ngôn ngữ này cũng được nói tại tỉnh Iloilo và một vài ngôi làng ở Mindanao bởi những người di cư nói tiếng Kinaray-a. Từ Kinaray-a xuất phát từ "iraya" tương đương với từ "ilaya" trong tiếng Tagalog, dùng để gọi nhóm người định cư ở khu vực miền núi của tỉnh. Trong khi nhóm người sống gần các vùng đồng bằng được gọi là"ilawod" từ tiếng Hiligaynon "lawod". Tuy nhiên, tiếng Kinaray-a không nhất thiết là phải được sử dụng bởi những người sống ở vùng cao nguyên của đảo Panay. Những người sử dụng ngôn ngữ này được gọi là "người Karay-a"
Tiếng Kinaray-a được nói tại hầu hết các nơi ở tỉnh Iloilo cung với tiếng Hiligaynon. Hầu hết các thị trấn ở Iloilo nói tiếng Kinaray-a trong khi tiếng Hiligaynon hầu hết được nói ở các khu vực thành phố. Qua sự gần gũi về địa lý hay qua các chương trình truyền hình và phát thanh, những người nói tiếng Kinaray-a có thể hiểu được nhưng người nói tiếng Hiligaynon. Tuy nhiên, chỉ những người nói tiếng Hiligaynon sống trong khu vực nói tiếng Kinaray-a mới có thể hiểu được ngôn ngữ này. Nhiều người nói tiếng Hiligaynon hiểu sai rằng đây là một phương ngữ của tiếng Hiligaynon.